# Rada Miasta Ustka
Rada Miasta Ustka – samorządowy organ władzy uchwałodawczej w Ustce, sprawujący także funkcje kontrolne, działający na podstawie przepisów o samorządzie gminnym. W jego skład wchodzą radni wybierani na terenie miasta w wyborach bezpośrednich na kadencję (przed 2018 czteroletnią, od 2018 trwającą pięć lat), licząc od dnia wyboru. Na czele rady stoi przewodnicząca Lena Iwan-Kucia.

## Członkowie
Rada składa się z piętnastu radnych wyłanianych w wyborach.

### Kadencja 2018–2023
W kadencji 2018–2023 w Radzie zasiadają Lena Iwan-Kucia, Paweł Basiński, Kamil Cichy, Piotr Cejrowski, Adriana Cerkowska-Markiewicz, Krystyna Ginter, Daniel Król, Grzegorz Malinowski, Zbigniew Margol, Elżbietna Nadolna, Samanta Nowińska, Przemysław Nycz, Urszula Pietrasiewicz, Janusz Rosiński i Radosław Wiśniewski. Wcześniej podczas tejże kadencji do Rady Miasta należał też Jacek Maniszewski, od 2021 r. burmistrz Ustki.